# Éclipse lunaire du 9 février 2009
| Éclipse pénombrale de Lune du 9 février 2009 | Éclipse pénombrale de Lune du 9 février 2009       |
| -------------------------------------------- | -------------------------------------------------- |
|                                              |                                                    |
| Gamma                                        | -1,0640                                            |
| Magnitude                                    |                                                    |
| Localisation                                 | Amérique du Nord, Asie, Est de l'Europe et Afrique |
| Saros (membre de la série)                   | 143 (18 sur 73)                                    |
| Durée (h:min:s)                              |                                                    |
| Phase pénombrale                             | 3 h 58 min 49 s                                    |
| Contacts (UTC)                               |                                                    |
| P1                                           | 12:38:50                                           |
| Maximum                                      | 14:38:16                                           |
| P4                                           | 16:37:39                                           |
|                                              |                                                    |

L'éclipse lunaire du 9 février 2009, qui est la première d'une série de trois éclipses lunaires pénombrales au cours de l'année 2009, est celle qui présente le plus d'intérêt. La Lune s'enfonce profondément dans la zone de pénombre, et seule une infime partie de notre satellite naturel n'est pas affectée par la baisse de luminosité.

## Visibilité
Cette éclipse a été observable par les résidents d'Amérique du Nord, d'Asie, et de l'Est de l'Europe et de l'Afrique.

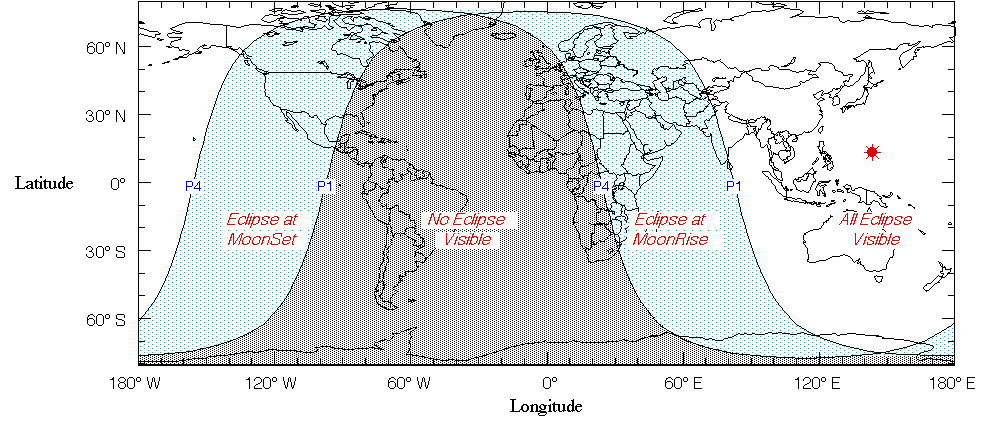
Visibilité de l'éclipse lunaire du 9 février 2009.